# Nils Stump
Nils Stump (* 12. April 1997 in Wattwil) ist ein Schweizer Judoka. Er trägt den 2. Dan.

## Laufbahn
Stump wuchs in der Nähe der Trainingshalle des Judo Clubs Uster auf. Er wurde zwischen 2010 und 2013 in unterschiedlichen Gewichtsklassen viermal Schweizer Meister der Kadetten sowie 2013, 2014, 2016 und 2017 Schweizer Meister der Junioren. Auf internationaler Ebene wurde Stump im Nachwuchsbereich 2016 Dritter der U23-Europameisterschaft. 2017 wurde er mit dem Sportpreis der Stadt Uster ausgezeichnet.
Im Erwachsenensport machte er in der Gewichtsklasse unter 73 Kilogramm Ende März 2018 mit einem dritten Platz beim Grand Prix von Tiflis auf sich aufmerksam und wiederholte dieses Ergebnis im Januar 2020 beim Grand Prix von Tel Aviv. Im selben Jahr gewann er Silber beim Grand Slam von Budapest. Im Jahr 2021 gewann er an den Europameisterschaften in Lissabon die Bronzemedaille. Bei den 2021 ausgetragenen Olympischen Sommerspielen 2020 wurde er in Tokio 17.
Im Oktober 2022 gelang Stump in Abu Dhabi ein erster IJF-Welttour-Turniersieg, als er die Goldmedaille durch einen Finalsieg über Giovanni Esposito (Italien) erreichte. Im Februar 2023 gewann er wieder bei einer Veranstaltung der Welttour: Stump holte den Turniersieg beim Grand Slam in Tel Aviv.
Im Mai 2023 wurde Stump in Doha in der Kategorie –73 kg Weltmeister. Er gewann alle seine fünf Kämpfe und besiegte im Final Manuel Lombardo. Er wurde der erste Schweizer Judo-Weltmeister. 2024 gewann er bei der Weltmeisterschaft die Bronzemedaille.
Stump reiste als Mitfavorit an die Olympischen Spiele 2024 in Paris, schied jedoch wie drei Jahre zuvor bereits nach dem ersten Kampf aus.